# Буди-Пшетич
Буди-Пшетич (пол. Budy-Przetycz) — село в Польщі, у гміні Длуґосьодло Вишковського повіту Мазовецького воєводства.
Населення — 122 особи (2011).
У 1975-1998 роках село належало до Остроленцького воєводства.

## Демографія
Демографічна структура станом на 31 березня 2011 року:
|          | Загалом | Допрацездатний вік | Працездатний вік | Постпрацездатний вік |
| -------- | ------- | ------------------ | ---------------- | -------------------- |
| Чоловіки | 64      | 18                 | 45               | 1                    |
| Жінки    | 58      | 20                 | 31               | 7                    |
| Разом    | 122     | 38                 | 76               | 8                    |